# Mohedas de Granadilla
Mohedas de Granadilla är en kommun i Spanien.   Den ligger i provinsen Provincia de Cáceres och regionen Extremadura, i den centrala delen av landet, 210 km väster om huvudstaden Madrid. Antalet invånare är 953. Arean är 59 kvadratkilometer.
Terrängen i Mohedas de Granadilla är platt åt sydost, men åt nordväst är den kuperad.